# جيمس موفات دوغلاس
جيمس موفات دوغلاس (بالإنجليزية: James Moffat Douglas)‏ هو سياسي كندي، ولد في 26 مايو 1839، وتوفي في 19 أغسطس 1920 في كندا. حزبياً، نشط في الحزب الليبرالي الكندي. وقد انتخب عضو مجلس الشيوخ الكندي وانتخب عضو مجلس العموم الكندي.